# Carline van Roos
Carline van Roos (geboren 23. August 1981 in Frankreich) ist eine Musikerin, Sängerin und Tontechnikerin. 

## Werdegang
Die 1981 geborene Carline van Roos begann als Teenager, interessiert an Grunge und Alternative Rock, damit Gitarre und Bass zu erlernen, erste Stücke nachzuspielen und später selbst zu komponieren. Weitere Instrumente folgten bis zur Gründung der Gothic-Metal- und Funeral-Doom-Gruppe von Lethian Dreams 2002 mit Matthieu Sachs. Van Roos brachte sich bereits auf den Demoaufnahmen als Sängerin, Keyboarderin, Bassisten, Gitarristin und Programmiererin ein. Im Jahr 2004 beteiligte Van Roos sich an Auftritten der Gruppe In Somnis und der Gründung von Remembrance. Beide Gruppen orientierten sich in einem ähnlichen musikalischen Spektrum wie Lethian Dreams. Zwei Jahre später initiierte van Roos mit Aythis ein Soloprojekt, dass sich stilistisch an Post-Rock, Ethereal und Shoegazing orientiert. Im Zuge ihrer eigenen Tätigkeit agiert sie mit Orcynia Records und Orcynia Music Productions als Label-Betreiberin, Tonstudiobetreiberin und Tontechnikerin, als welche sie auch für weitere Interpreten, bevorzugt aus dem Bereich Rockmusik, Metal und Dark Wave aktiv ist. Ihr Tonstudio installierte van Roos in Amsterdam während einer kreativen Pause der Bandprojekte.

„Ich habe immer noch Musik geschrieben, aber nur für mich. Außerdem hatte ich es schwer, mich überhaupt auf irgendwas zu konzentrieren, weswegen ich nicht mehr produktiv war und meine Kreativität im Chaos versank. Währenddessen habe ich ein Tontechniker-Studio in Amsterdam eröffnet und das war für mich von großem Nutzen. Mehr Wissen zu haben, was Produktion angeht, hat mir die Energie fürs Komponieren zurückgegeben.“

## Gesangsstil
Van Roos beschreibt ihre Position weniger als Sängerin, denn mehr als Musikerin. Hierbei verwies sie auf mangelnde Kenntnis an Gesangstechnik und die Ausrichtung der verschiedenen Musikprojekte insgesamt. Ihr Gesang wird, eigenen Angaben nach, in der Musik eher als „ein weiteres Instrument und nicht als Fokus der Musik“ eingesetzt. Hierbei pflegt sie einen als sanft beschriebenen Gesangsstil, der mit Ethereal assoziiert wird.

## Diskografie
Mit Lethian Dreams
Mit Remembrance
Mit Aythis
- 2007: Doppelganger (Album, Paradigms Recordings)
- 2009: Glacia (Album, Prikosnovénie)
- 2011: The New Earth (Album, Twilight Records)
- 2016: The Illusion And The Twin (Album, Orcynia Records)
- 2021: Secrets From Below (Album, Orcynia Records)